# Los cosos de al lao
«Los cosos de al lao» es un tango con música de José Canet sobre letra de Marcos Larrosa que fue compuesto en la década de 1940. Lo estrenó Aníbal Troilo con la voz de Jorge Casal a fines de 1954 y lo grabó Canet acompañando a Alberto Gómez con su conjunto de cuerdas en enero de 1955.

## Los autores
Marcos Larrosa ( San Fernando, provincia de Buenos Aires, Argentina, 25 de abril de 1897 - 20 de noviembre de 1949 )  fue un violinista y compositor cuyo nombre completo era Marcos Eleodoro Larrosa.
José Canet ( Buenos Aires, Argentina, 15 de diciembre de 1915 – 10 de marzo de 1984 ) fue un guitarrista, compositor y poeta dedicado al género del tango. Entre sus obras que se destacan se encuentran los tangos Tarde y La abandoné y no sabía cuya música y letra le pertenecen.

## La letra
Según  Eduardo Bernal Los cosos de al lao es una “verdadera pintura de arrabal”  en tanto Manuel Adet señala que la letra no se limita a los versos costumbristas o descriptivos, sino que también contiene una historia: la joven que a los 14 años abandonó su hogar y ahora vuelve con un hijo cuyo bautismo motiva una fiesta.
La letra contiene varios vocablos, incluso en el título, con el vicio de dicción consistente en suprimir la letra “d” cuando la palabra termina en “ado”, como por ejemplo, “lao”, “bautizao”, “tomao”. La expresión “coso” es una expresión lunfarda usada para referirse a una persona, generalmente con un sentido peyorativo o desdeñoso. El “botón que toca ronda” describe la práctica –ya abandonada tiempo atrás- de que a ciertas horas determinadas los policías de facción –el botón, en lunfardo- hicieran un toque de silbato que se iba repitiendo por los demás policías transmitiendo el aviso de que todo estaba en orden en su parada.”Chamuyar y su derivado “chamuyando” es un lunfardismo proveniente del caló equivalente a conversar y, más específicamente, a tratar de convencer.”Tomarse el olivo” que significa “irse” está tomado del vocabulario de la tauromaquia donde la expresión refleja la acción del torero que salta la barrera de protección de la plaza de toros -que solía estar hecha de madera de olivo- para irse y abandonar el ruedo. Macana es una voz de lunfardo proveniente del quechua que significa un "despropósito" o "mentira" que se dice. y “encurdelarse” es emborracharse, embriagarse.